# Vladek Sheybal
Vladek Sheybal (geboren Władysław Rudolf Zbigniew Sheybal, Zgierz, 12 maart 1923 - Londen, 16 oktober 1992) was een Pools acteur die vooral bijrollen speelde in Britse films, meestal als slechterik. Zijn beroemdste rol is als Kronsteen in de James Bond-film From Russia with Love (1963).

## Biografie
Sheybal werd in 1923 nabij Lodz geboren. Tijdens de Tweede Wereldoorlog zat hij in het Poolse verzet en van 1946 tot 1948 volgde hij de toneelacademie van Lodz. Vanaf de jaren 50 speelde hij in een reeks toneelstukken.
In 1957 maakte hij zijn speelfilmdebuut met een kleine bijrol in de Poolse film Kanal, de eerste verfilming over de opstand in het Getto van Warschauw.
Sheybal wilde in meer films spelen, maar het filmaanbod in Polen was niet voldoende genoeg. Hierdoor, en ook vanwege zijn afkeur van het communisme, besloot hij in 1959 naar Groot-Brittannië te verhuizen. Omdat de Britten zijn voornaam Władysław moeilijk konden uitspreken nam hij het pseudoniem Vladek aan.
In Londen kon hij aanvankelijk moeilijk werk vinden. De eerste jaren bestond zijn werk vooral uit figuranten rollen in tv-series In 1960 kwam hij bij een tv-opname in contact met de toen nog onbekende Sean Connery. De twee raakten bevriend.
Het was uiteindelijk Connery die Sheybal voordroeg om de rol van slechterik te spelen in de tweede James Bondfilm From Russia with Love. Sheybal speelde hierin de schaakmeester en SPECTRE-spion Kronsteen. Het succes van de film zorgde voor zijn grote doorbraak, al werd Sheybal hierna vaak getypecast als sinistere Oost-Europese spion of gangster.
Hij speelde achtereenvolgens in 1966 in de derde Harry Palmer-verfilming Billion Dollar Brain, in 1967 in de James Bond-parodie Casino Royale en in datzelfde jaar was hij te zien als vampier in The Fearless Vampire Killers, een film die geregisseerd werd door de eveneens uit Polen afkomstige Roman Polański. In 1968 was hij als nazi  te zien in de oorlogsfilm Mosquito Squadron. In 1971 was hij te zien als de Nederlandse crimineel Meegern in Puppet on a Chain. Deze actiefilm werd in Amsterdam opgenomen en Sheybal was hierin te zien in een speedboot-achtervolging door de grachten. In 1975 speelde Sheybal opnieuw samen met Sean Connery in de The Wind and the Lion. In 1984 speelde hij de rol van Russische generaal in Red Dawn, een sterk anticommunistische film over een fictieve oorlog tussen de Sovjet-Unie en de Verenigde Staten.

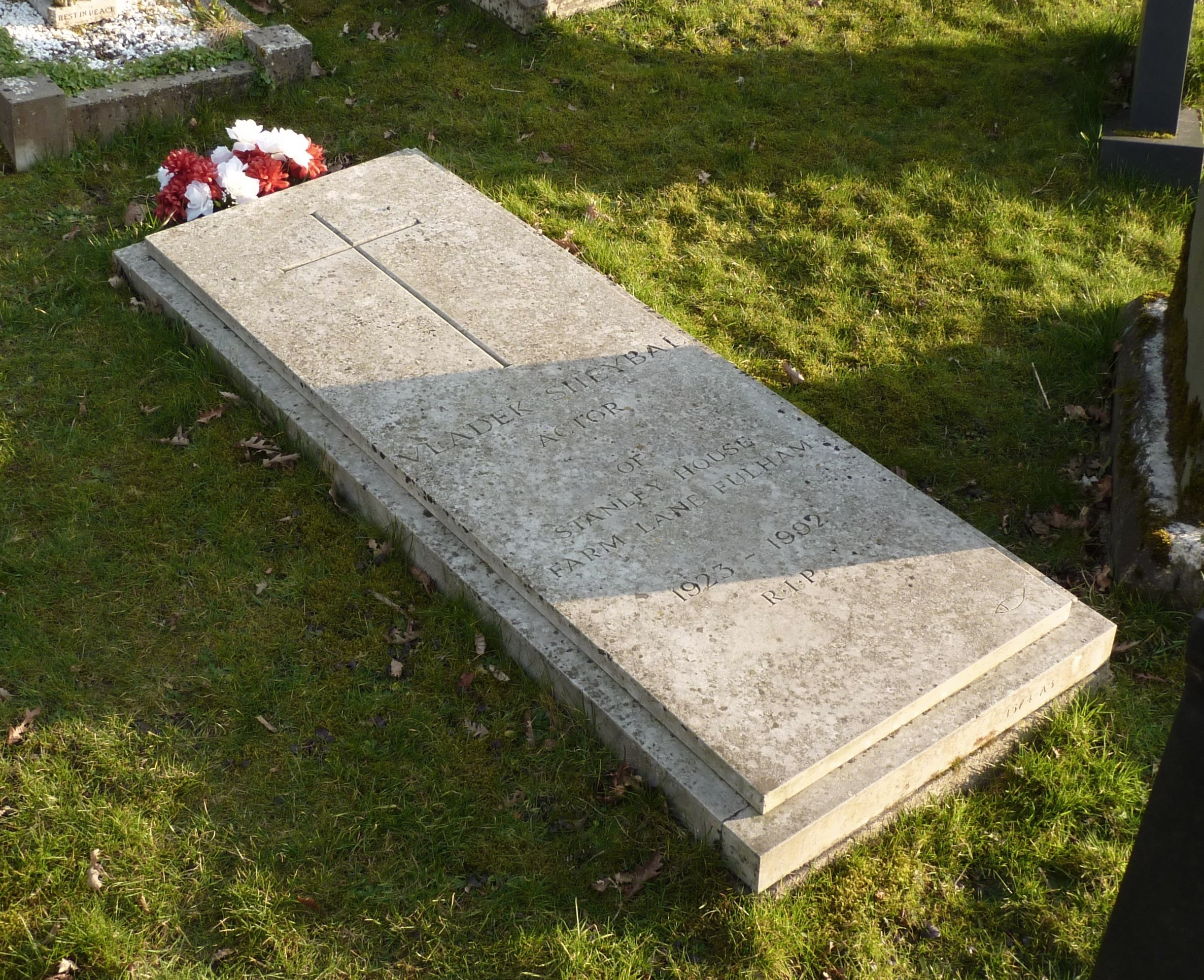
Graf van Vladek Sheybal in de Putney Vale-begraafplaats te Londen.

Op het televisiescherm had hij vooral gastrollen als slechterik in series als The Saint, The Avengers, Dangerman en Z-Cars. Later had hij grotere terugkerende rollen in de series Ufo en Shogun. In 1974 oogstte hij veel lof met zijn rol als holocaust overlevende in de miniserie QB VII. In 1982 had hij opnieuw een belangrijke rol in een miniserie: Smiley's People, gebaseerd op gelijknamige boek van John le Carré.
In 1988 keerde hij na jaren terug op het toneel met zijn rol als Friedrich Nietzsche in het stuk The Eagle and the Serpent.

## Filmografie
Films:
- Kanał (1957) - Michał 'Ogromny', the composter
- From Russia with Love (1963) - Tov Kronsteen
- Return from the Ashes (1965) - Paul, Chess Club Manager
- Casino Royale (1967) - Le Chiffre's Representative
- Billion Dollar Brain (1967) - Dr. Eiwort
- The Fearless Vampire Killers (1967) - Herbert von Krolock (voice)
- To Grab the Ring (1968) - Mijnheer Smith
- Deadfall (1968) - Dr. Delgado
- The Limbo Line (1968) - Oleg
- Mosquito Squadron (1969) - Lieutenant Schack
- Doppelgänger (1969) - Psychiatrist
- Women in Love (1969) - Loerke
- Leo the Last (1970) - Laszlo
- The Last Valley (1971) - Mathias
- Puppet on a Chain (1971) - Meegern
- The Boy Friend (1971) - De Thril
- The Spy's Wife (1972) - Vladek
- Innocent Bystanders (1972) - Aaron Kaplan
- Scorpio (1973) - Zemetkin
- Shado (1974) - Dr. Doug Jackson
- Gulliver's Travels (1977) - President of Blefuscu (voice)
- Hamlet (1979) - Player Queen / Lucianus / 1st Player
- The Lady Vanishes (1979) - Trainmaster
- Avalanche Express (1979) - Zannbin
- Red Dawn (1984) - General Bratchenko
- The Jigsaw Man (1984) - Gen. Zorin
- Strike It Rich (1990) - Kinski
- After Midnight (1990) - Hiyam El-Afi, The Hotel Manager
- Double X: The Name of the Game (1992) - Pawnbroker

Televisie:
- The Saint (1964) - gastrol
- The Avengers (1965) gastrol
- Z-Cars (1966) - gastrol
- Dangerman (1966) - gastrol
- UFO (1970) - Dr. Doug Jackson
- QB VII (1974) Holocaustoverlevende
- Shōgun (1980) - Captain Ferriera
- Marco Polo (1982) - Prosecuting Reverend
- Smiley's People (1982)

- Bibliothèque nationale de France: cb142268918 (data)
- Gemeinsame Normdatei: 130571474
- International Standard Name Identifier: 0000 0001 0972 2710
- Library of Congress Control Number: nr2004032205
- Nationale Bibliotheek van Tsjechië: js2018992102
- Nationale Bibliotheek van Israël: 987007445158105171
- Nationale Bibliotheek van Polen: a0000002049000
- Virtual International Authority File: 52798856
- WorldCat: E39PBJbtt9qHhH4BkhYtQRdhHC